# ژرمی پورسان کلمنته
ژرمی پورسان کلمنته (انگلیسی: Jérémie Porsan-Clémenté؛ زادهٔ ۱۶ دسامبر ۱۹۹۷) بازیکن فوتبال اهل فرانسه است.
از باشگاه‌هایی که در آن بازی کرده‌است می‌توان به باشگاه فوتبال المپیک مارسی اشاره کرد.
وی همچنین در تیم ملی فوتبال زیر ۲۰ سال فرانسه بازی کرده‌است.